# Bois-Guillaume-Bihorel
Bois-Guillaume-Bihorel est une ancienne et éphémère commune française, située dans le département de la Seine-Maritime en région Normandie. Elle est créée le 1er janvier 2012 par la fusion des communes de Bois-Guillaume et de Bihorel, sous le régime juridiques des communes nouvelles instauré par la loi n° 2010-1563 du 16 décembre 2010 de réforme des collectivités territoriales. Mais cette création est annulée par le tribunal administratif de Rouen, pour mauvaise information à propos de la dotation de l'État et à propos du nombre de conseillers municipaux. Les parties n'ont pas fait appel. Les deux communes ont été rétablies le 1er janvier 2014.

## Géographie

### Localisation
La commune se trouve sur les hauteurs de Rouen, à 5 minutes du centre ville et de la gare de Rouen, et à proximité de la forêt Verte domaniale.

## Urbanisme

### Voies de communication et transports
La ville est desservie par la ligne T2 de l'infrastructure TEOR permettant de rejoindre le centre-ville de Rouen en trente minutes à partir du sud-est de la ville.
Des lignes de bus desservent Bois-Guillaume-Bihorel et permettent de rejoindre le centre-ville de Rouen en dix minutes, ainsi que les autres communes voisines telles Mont-Saint-Aignan, Isneauville et Grand-Quevilly.
La gare la plus proche est la gare de Rouen-Rive-Droite.

## Toponymie
Une commune nouvelle est créée en 2012. Le nom ne comporte aucun espace conformément aux règles grammaticales de la langue française,,. Il en était de même pour Bleury-Saint-Symphorien la même année et Source-Seine en 2009 (fusion).
Le nom « Boisguillaume-Bihorel » avait été envisagé en 2009.

## Histoire
Durant 120 ans, Bois-Guillaume et Bihorel sont deux communes distinctes qui se développent côte à côte avant d'être réunies le 1er janvier 2012 sous la forme d'une commune nouvelle associant leurs deux noms.
Bois-Guillaume est la forme francisée de *Bosc-Williame, forme normande (Bosc-Guérard a par contre conservé son phonétisme normand, la forme française étant Bois-Gérard). Le nom du lieu est attesté en 1180 sous la forme latinisée Bosco Willelmi.  
Elle devait son nom, selon une légende, à une maison de plaisance qui fut bâtie en ce lieu par Arlette de Falaise, la mère de Guillaume Le Conquérant vers l’an 1040. Cependant, ses origines sont plus anciennes encore, sans doute gallo-romaines, puisqu’il y fut trouvé des monnaies de bronze et or, et des monnaies d’or et d’argent romaines.
Les seigneurs de Bois-Guillaume figurent dans l’histoire. D’abord lors de la première croisade en 1096. Un Geoffroy de Bois-Guillaume est mentionné dans un procès au Parlement de Paris en 1259. Lors de la guerre de Cent Ans, Mathieu de Bois-Guillaume, écuyer, était l’un des compagnons de Du Guesclin.
Un lieu de culte existait déjà au XIIIe siècle, mais il fut détruit par les Anglais qui donnèrent Bois-Guillaume à Guy Le Bouteillier qui s'était résolu à leur livrer Rouen en 1419.
Ce n'est qu'à la fin du XVe siècle que l’église paroissiale de la Sainte-Trinité est construite sur l'emplacement qu'elle occupe actuellement, mais ce n’est pas l’édifice que nous connaissons aujourd’hui. Il est agrandi et désorienté de 1869 à 1871, mais une partie importante subsiste encore de nos jours notamment l’ancienne nef et la tour-lanterne. Les vitraux du maître verrier Boulanger datent de 1871.
En 1892, Bihorel, alors quartier de Bois-Guillaume, devient une commune à part entière.
De 1893 à 1984, à côté de la magnifique chapelle de la Purification aujourd’hui désaffectée et servant aux manifestations culturelles, on trouvait le monastère des Carmélites avec son artisanat d’hosties, de livres et d’images.

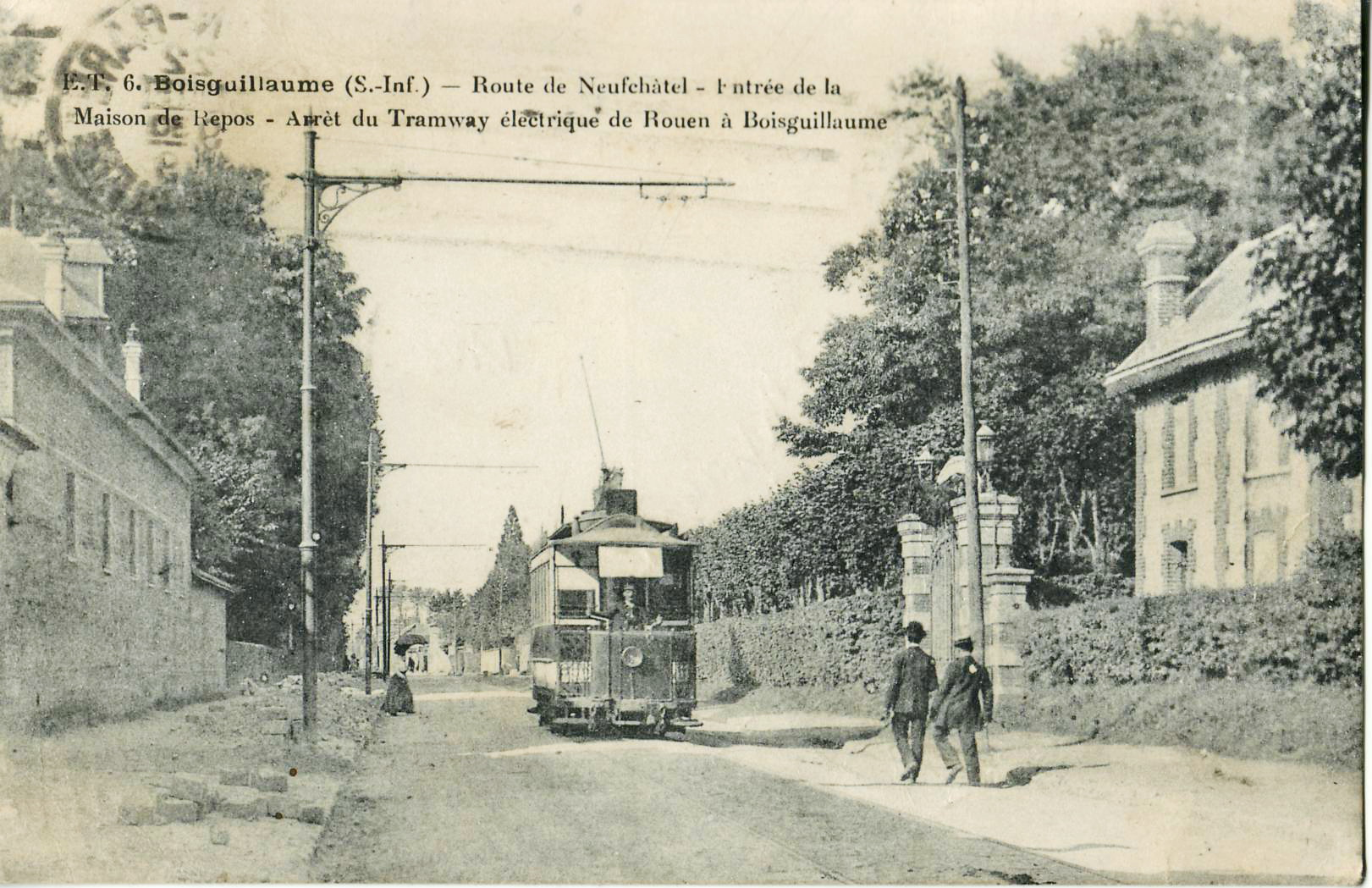
Bois-Guillaume fut desservie par l'ancien tramway de Rouen dès 1911.

À noter encore la présence de vignobles au début du XVIe siècle, de verreries à bouteilles en 1814 et d’un château au lieu-dit « Les Cinq Bonnets », aujourd’hui disparu.
Une variété de pomme est inventée à la fin du XIXe siècle ou au début du XXe siècle que l'on appelle la transparente de Bois-Guillaume.
Le 4 juillet 2011, les conseils municipaux votent la fusion de Bihorel et de Bois-Guillaume en commune nouvelle de Bois-Guillaume-Bihorel. Cette fusion est effective au 1er janvier 2012.
Le 18 juin 2013, le tribunal administratif de Rouen annule la création de la commune nouvelle, pour insuffisance d'information des conseillers municipaux des deux communes, en particulier au sujet de la modification de la fiscalité communale et de ses conséquences sur le budget de la nouvelle entité, ainsi que sur la composition du conseil municipal de la nouvelle entité. Le tribunal donne à la préfecture jusqu'au 31 décembre 2013 pour rétablir les deux anciennes communes,,,,.

## Politique et administration

### Liste des maires
| Période          | Période          | Identité       | Étiquette | Qualité                                           |
| ---------------- | ---------------- | -------------- | --------- | ------------------------------------------------- |
| 1er janvier 2012 | 31 décembre 2013 | Gilbert Renard | UMP       | Directeur de société retraité, conseiller général |

### Tendances politiques et résultats
Bois-Guillaume-Bihorel est, traditionnellement, une ville très ancrée à droite. Lors de l'élection présidentielle de 2012, Nicolas Sarkozy est arrivé en tête avec 38,66 % des voix, loin devant François Hollande (originaire de la commune) avec 26,25 % des suffrages. Aucun autre candidat ne dépasse les 12 % lors du premier tour.
Au second tour c'est Nicolas Sarkozy qui remporte la majorité des suffrages, avec 56,20 % (contre 43,80 % pour François Hollande).
Lors des élections législatives de 2012, Françoise Guégot (UMP) arrive en tête avec 55,89 % des suffrages, un score supérieur à son résultat de l'ensemble de la circonscription : 52,23 %.

## Population et société

### Démographie
Note : jusqu'à 2012, le décompte des habitants est la somme des habitants des deux communes distinctes : Bois-Guillaume et Bihorel.
L'évolution du nombre d'habitants est connue à travers les recensements de la population effectués dans la commune depuis 1793. À partir du 1er janvier 2009, les populations légales des communes sont publiées annuellement dans le cadre d'un recensement qui repose désormais sur une collecte d'information annuelle, concernant successivement tous les territoires communaux au cours d'une période de cinq ans. 
Pour les communes de plus de 10 000 habitants les recensements ont lieu chaque année à la suite d'une enquête par sondage auprès d'un échantillon d'adresses représentant 8 % de leurs logements, contrairement aux autres communes qui ont un recensement réel tous les cinq ans,.
En 2014, la commune comptait 13 115 habitants, en évolution de +1,89 % par rapport à 2009 (Seine-Maritime : +0,48 %, France hors Mayotte : +2,49 %).
| 1793  | 1800  | 1806  | 1821  | 1831  | 1836  | 1841  | 1846  | 1851  |
| ----- | ----- | ----- | ----- | ----- | ----- | ----- | ----- | ----- |
| 1 731 | 1 612 | 1 838 | 1 800 | 1 928 | 2 048 | 2 164 | 2 370 | 2 465 |

| 1856  | 1861  | 1866  | 1872  | 1876  | 1881  | 1886  | 1891  | 1896  |
| ----- | ----- | ----- | ----- | ----- | ----- | ----- | ----- | ----- |
| 2 779 | 3 120 | 3 578 | 4 046 | 4 239 | 5 021 | 5 460 | 5 510 | 3 455 |

| 1901  | 1906  | 1911  | 1921  | 1926  | 1931  | 1936  | 1946  | 1954  |
| ----- | ----- | ----- | ----- | ----- | ----- | ----- | ----- | ----- |
| 3 441 | 3 455 | 3 632 | 3 916 | 4 192 | 4 729 | 5 304 | 6 261 | 6 887 |

| 1962  | 1968  | 1975  | 1982  | 1990   | 1999   | 2006   | 2011   | 2014   |
| ----- | ----- | ----- | ----- | ------ | ------ | ------ | ------ | ------ |
| 7 253 | 8 782 | 9 590 | 9 323 | 10 159 | 11 968 | 13 013 | 21 107 | 13 115 |

### Enseignement
La commune relève de l'Académie de Rouen.
| Primaire | Collèges                                                                                      | Lycées                       |
| --- | --------------------------------------------------------------------------------------------- | ---------------------------- |
| public - École maternelle des Bocquets - École maternelle des Clairières - École maternelle Germaine-Coty - École maternelle Georges-Pompidou - École maternelle Jean-Macé - École maternelle Georges-Méliès - École maternelle René-Coty - École élémentaire Bernanos - École élémentaire François-Codet - École élémentaire Les Portes de la Forêt - École primaire Raymond-Larpin - École primaire Georges-Méliès - École primaire René-Coty privé - École privée Sainte-Thérèse d'Avila - École Notre-Dame des Anges - Institution Saint-Victrice | public - Collège Léonard de Vinci - Collège Jules-Michelet privé - Institution Saint-Victrice | privé - Lycée catholique rey |

## Culture locale et patrimoine

### Personnalités liées à la commune
- Jules Michelet (1798-1874), historien y séjourna à plusieurs reprises.
- Eugène Noël (1816-1899), écrivain, mort à Bois-Guillaume.
- François Depeaux (1853-1920), industriel et collectionneur d'art et mécène, né à Bois-Guillaume.
- Charles Nicolle (1866-1936), médecin et microbiologiste, y avait une maison.
- Victor Boucher (1877-1942), comédien. Ses parents tenaient un café-restaurant à Bihorel.
- Robert Antoine Pinchon (1886-1943), peintre, mort à Bois-Guillaume.
- Bernard Pluchet (1903-1981), homme politique, mort à Bois-Guillaume.
- Jacques Floch (1938), homme politique, né à Bihorel.
- Arnold Schwerdorffer (1943), général, né à Bois-Guillaume.
- François Hollande (1954), homme politique, a habité Bois-Guillaume en 1964-1968.
- Grégory Tafforeau (1976), footballeur, né à Bois-Guillaume.

## Pour approfondir